# Tierra Cero
Tierra Cero fue una boyband mexicana de pop latino, formado en 1994 y finalizado en 2001.

## Historia
Jorge, Rafa, Paulo y Christian fueron los primeros integrantes del grupo mexicano Tierra Cero. Ellos grabaron su primera producción homónima "Tierra Cero" bajo el sello BMG y trabajaron con dos productores, Don Matamoros y José Ramón Flórez. 
Este material consto de 11 temas de los cuales se desprendieron éxitos como "Porque te amo", "De niña a mujer" y "La mujer de mis sueños".
Su primera presentación fue durante el Festival Acapulco el 13 de mayo de 1997.
A mediados de 1998, Paulo y Jorge decidieron dejar el grupo para dedicarse a otros proyectos. Paulo se fue al grupo Kairo, Jorge se inclinó más por la actuación.
Se realizó una serie de cástines para encontrar a los dos nuevos integrantes. Así llegaron Erick y Luigi al grupo, el primero, originario de Guadalajara, Jalisco; el segundo de México, D.F.
Ya con los dos nuevos elementos se grabó un segundo material titulado "Volverás a sentir". 
En 1999 cantaron el tema “Pescador” dedicado al papa Juan Pablo II.
En 2000 volvieron con un nuevo álbum que tuvo muy poca difusión y solo promocionaron el tema “Me quieres, me tienes” el grupo desapareció repentinamente.
Jorge, Paulo, Erick, Christian y Rafael siguen como actores de telenovelas y teatro, Luigi se integró a otro grupo en 2005 junto a Héctor Ugarte exintegrante de Mercurio, Memo exintegrante de Ciao Mama y Benji exintegrante de Cinco Sentidos, juntos para formar el grupo Haack.

## Integrantes
Miembros originales
- Jorge de Silva (1994-1998)
- Paulo César Quevedo (1994-1998)
- Rafael León (1994-2001)
- Christian Carabias (1994-2001)

Miembros de Remplazo
- Erick Elías (1998-2000)....Sustituto de Jorge
- Luigi Balestra (1998-2001)....Sustituto de Paulo

## Discografía
- Tierra Cero (1997)
- Volverás a Sentir (1998)
- Tiempos Nuevos (2000)